# Templos (Chipre)
Templos (ΤΕΜΠΛΟΣ) es una localidad de Chipre que se encuentra muy cerca de Kyrenia, en la zona de la isla controlada por el estado de facto de la República Turca del Norte de Chipre. Desde 1975 se le denomina por los turcos Zeytinlik. La aldea está situada en la ladera norte de los   montes Pentadáctilos. Generalmente se atribuye el origen del nombre del pueblo al hecho de que esa localidad sirvió de cuartel general de los Caballeros Templarios a fines del siglo XI y comienzos del XII.

## Datos demográficos
Según un censo realizado en 2006, la población de Templos es de 513 personas que en su mayoría descienden de sus habitantes originales. El censo otomano de 1831 registró una población original de 34, todos turcochipriotas musulmanes entre la población masculina (este censo no contó a las mujeres). El crecimiento demográfico fue lento, pero paulatinamente se fue agregando una minoría grecochipriota cristiana que en 1960 estaba constituida por 61 personas de un total de 161, cifra que sin embargo podría estar algo abultada puesto que en este caso se incluía a una parte de los habitantes de Agios Georgios (Chipre) en los registros poblacionales de Templos.
La población grecochipriota fue desplazada entre 1960 y 1973. A partir de 1964, Templos formó parte del enclave turcochipriota de Nicosia y después acogió a muchos turcochipriotas desplazados. Recientemente, en particular en la última década, la población se ha visto incrementada por la llegada de turcochipriotas desde Nicosia, como asimismo de algunos repatriados desde el Reino Unido y otros países europeos que también han adquirido viviendas allí.